# Viquipèdia en anglès
La Viquipèdia en anglès (anglès: English Wikipedia) és la versió en anglès de l'enciclopèdia Viquipèdia. Va ser creada el 15 de gener de 2001 i va sobrepassar el milió d'articles l'1 de març de 2006, va ser la primera edició de la Viquipèdia i des de llavors ha estat la de majors dimensions. El 2005, aproximadament un terç dels articles de totes les viquipèdies pertanyien a l'edició en anglès. Aquest percentatge ha anat disminuint gradualment a aproximadament la meitat. Els dos projectes següents més grans són la Viquipèdia en alemany i la Viquipèdia en francès.

## Particularitats
A la Viquipèdia en anglès hi ha un debat sobre quina varietat de la llengua anglesa ha de ser emprada, els majors candidats són l'anglès estatunidenc i l'anglès britànic o anglès internacional. Els redactors han fet molts suggeriments, s'ha anat estenent l'alternativa de fer servir una varietat de l'anglès estàndard per a desenvolupar el projecte de la Viquipèdia en anglès. Tanmateix, l'estàndard de facto consisteix a preferir una varietat apropiada de l'anglès per als articles de caràcter regional (per exemple, anglès canadenc per als temes relacionats amb el Canadà) però permetre en els altres casos qualsevol varietat de l'anglès, mentre la varietat de l'anglès sigui constant en tot el text d'un article.
La Viquipèdia en anglès, que el 15 de gener de 2016 va celebrar els quinze anys d'existència, actualment té més de 6.397.461 articles.
Representa una Viquipèdia de referència pel que fa a normes i iniciatives internes, com els articles de qualitat o la classificació d'esborranys, que han estat adoptades per altres versions.

## Fites
- 15 de gener de 2001: creació de la Viquipèdia en anglès.
- 16 de gener de 2001: creació del primer article: UuU.
- 21 de gener de 2003: 100.000 articles.
- 2 de febrer de 2004: 200.000 articles.
- 7 de juliol de 2004: 300.000 articles.
- 20 de novembre de 2004: 400.000 articles.
- 18 de març de 2005: 500.000 articles: Forced settlements in the Soviet Union
- 18 de juny de 2005: 600.000 articles.
- 25 d'agost de 2005: 700.000 articles.
- 1 de novembre de 2005: 800.000 articles.
- 4 de gener de 2006: 900.000 articles.
- 1 de març de 2006: 1.000.000 d'articles: Jordanhill railway station[3]
- 24 de novembre de 2006: 1.500.000 d'articles.
- 1 d'abril de 2007: 4.000.000 d'usuaris registrats.
- 9 de setembre de 2007: 2.000.000 d'articles: El Hormiguero[4]
- 12 d'agost de 2008: 2.500.000 d'articles.
- 10 d'agost de 2009: 500.000 categories.
- 17 d'agost de 2009: 3.000.000 d'articles: Beate Eriksen[5]
- 12 de desembre de 2010: 3.500.000 d'articles.
- 13 de juliol de 2012: 4.000.000 d'articles: Ezbet El Borg[6]
- 25 d'abril de 2014: 4.500.000 d'articles.
- 1 de novembre de 2015: 5.000.000 d'articles: Persoonia terminalis[7]
- 28 d'octubre de 2017: 5.500.000 d'articles.
- 23 de gener de 2020: 6.000.000 d'articles: Maria Elise Turner Lauder[8]
- 17 de maig de 2022: 6.500.000 d'articles.